# Roy Newman
Roy Newman (New Albany, Indiana, 30 mei 1922 - Kokomo, Indiana, 23 juli 1970) was een Amerikaans autocoureur. In 1953 en 1956 schreef hij zich in voor de Indianapolis 500, maar geen van beide keren wist hij zich te kwalificeren. Deze races waren ook onderdeel van het Formule 1-kampioenschap. Newman reed vooral in midget cars, maar begon in de motorsport. Naast autoracen was hij ook pianospeler.